# Senna lactea
Senna lactea là một loài thực vật có hoa trong họ Đậu. Loài này được (Vatke) Du Puy miêu tả khoa học đầu tiên.